# Kaisersaal (Erfurt)

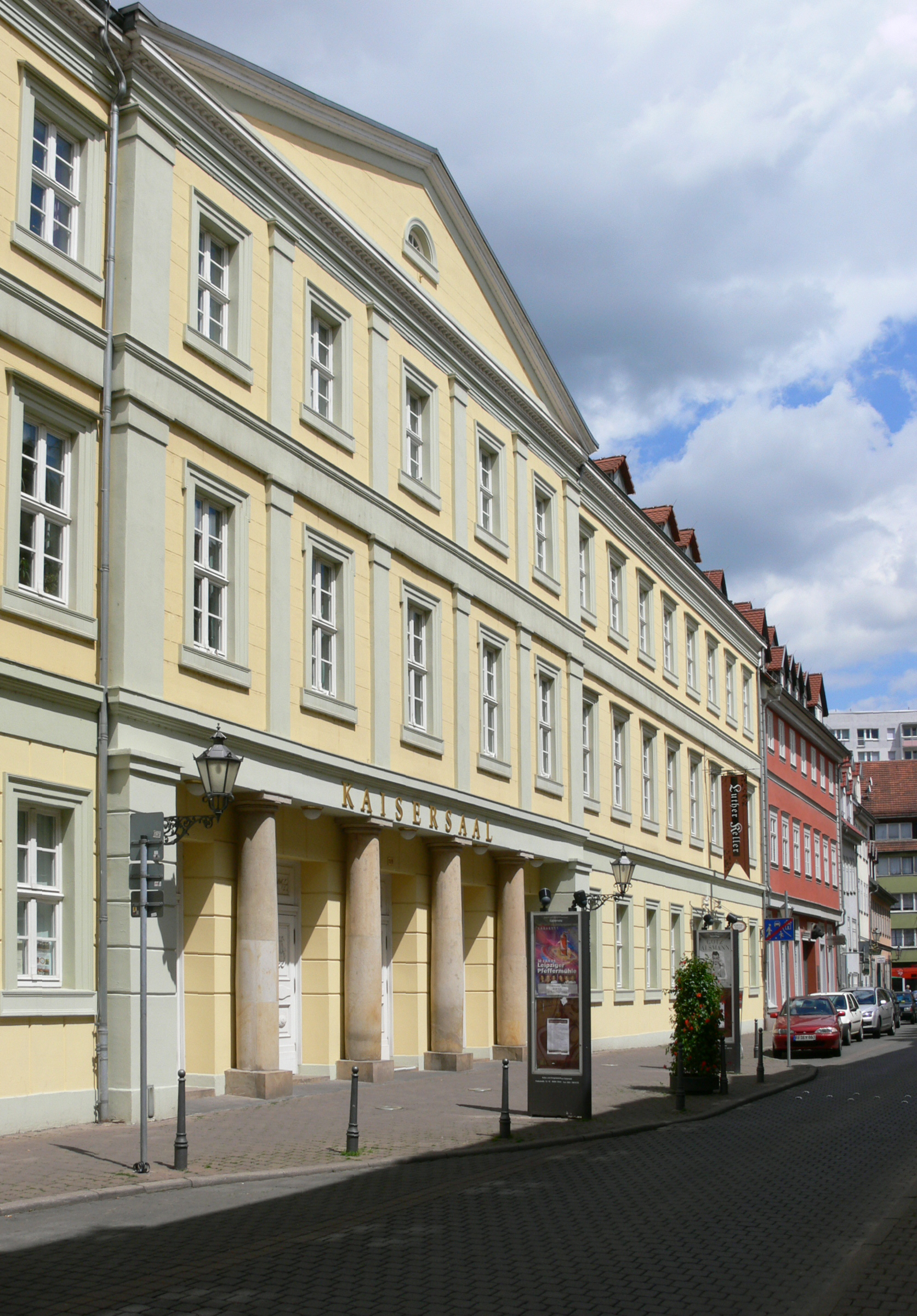
Der Kaisersaal in Erfurt

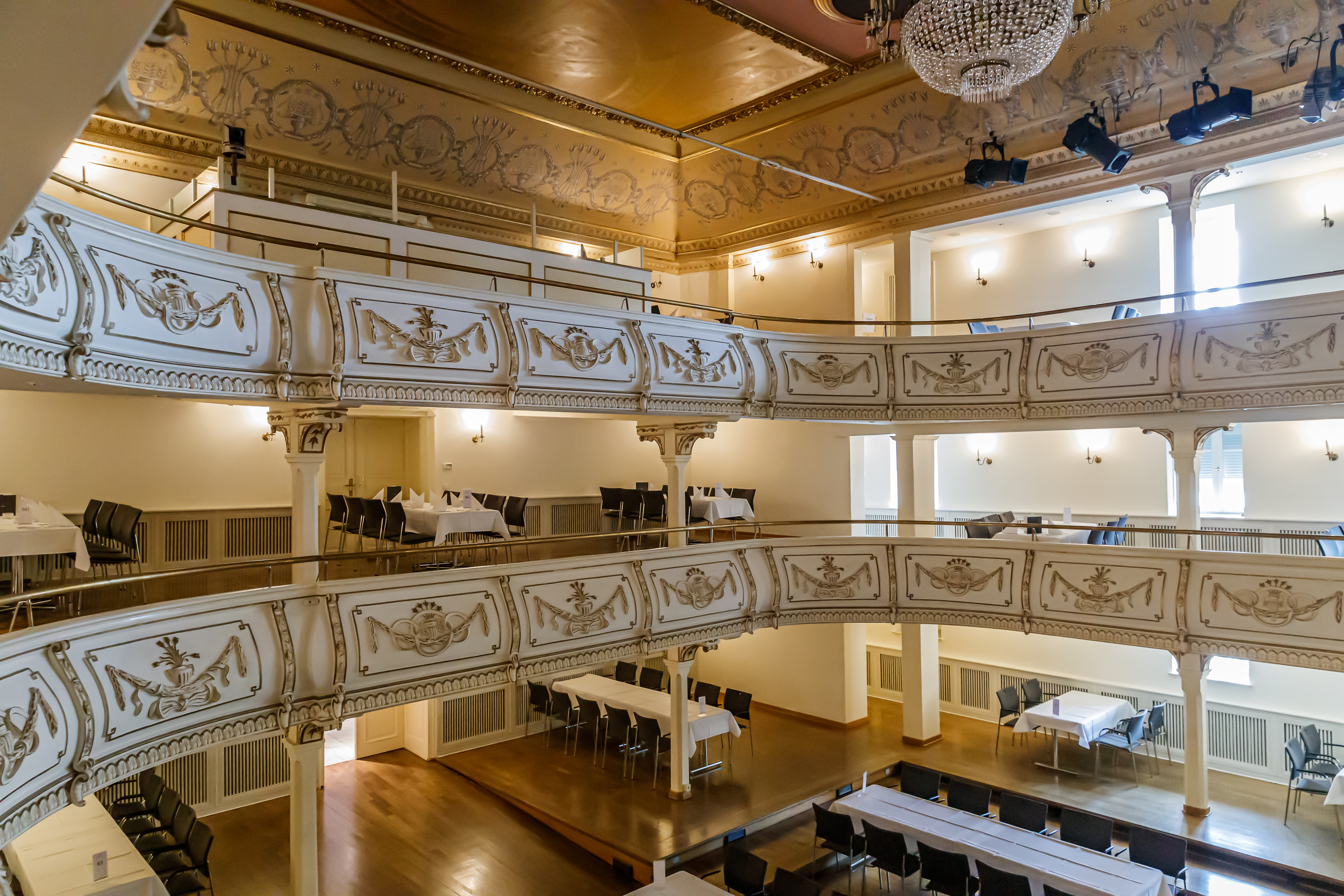
Der historische Saal

Der Kaisersaal ist ein traditionsreiches Kultur- und Kongresszentrum in der Altstadt von Erfurt. Hier fanden 1808 der Erfurter Fürstenkongress von Kaiser Napoleon I. und Zar Alexander I. und 1891 der Erfurter Parteitag der SPD statt. Am 12. April 1946 fassten im Kaisersaal Kommunisten und Sozialdemokraten auf einer gemeinsamen Tagung den „Beschluss über die Vereinigung der KPD und SPD zur Sozialistischen Einheitspartei Deutschlands SED“ auf lokaler Ebene. Der Kaisersaal befindet sich in einem denkmalgeschützten Ensemble in der Futterstraße 15/16.

## Geschichte des Hauses
Im Jahr 1769 baute die Universität Erfurt die beiden Gebäude in der Futterstraße zu einem Komplex um, der fortan als Ballhaus der Universität und als Theater genutzt wurde. Die Geschichte des Hauses ist mit vielen berühmten Künstlern wie Johann Wolfgang von Goethe, Friedrich von Schiller, Niccolò Paganini, Clara Schumann oder Franz Liszt verbunden. Es entwickelte sich zu einem wichtigen Aufführungsort der Werke von Goethe und Schiller sowie zum ersten festen städtischen Theater. So fand am 25. September 1791 die Uraufführung der Prosafassung von Schillers Don Karlos durch das Weimarer Hoftheater statt und am 28. September 1808 waren Napoleon Bonaparte und Zar Alexander I. im Rahmen des Erfurter Fürstenkongress zu Gast. Seitdem führte das Gebäude den Beinamen Kaisersaal.
1831 wurde das Haus einschließlich des Theatersaals neu gebaut und erhielt seine klassizistische Fassade. 1871 gestaltete man den Saal zum Konzert- und Ballsaal um und er erhielt nun auch offiziell den Namen Kaisersaal. Im Oktober 1891 war das Haus Schauplatz des Erfurter Parteitags. 1960 erfolgte eine Umgestaltung zum Kulturhaus des Büromaschinenwerks „Optima“ und zur Gedenkstätte „Erfurter Parteitag 1891“. 1982 musste das Gebäude aus baulichen Gründen geschlossen werden, Ende der 1980er Jahre wurde mit der Sanierung begonnen. 1991 bis 1994 erfolgte nach Wende und Wiedervereinigung die umfangreiche Rekonstruktion und Restaurierung als Kultur- und Kongresszentrum, Herzstück des Kaisersaal ist der historische Saal mit Platz für bis zu 560 Personen. Die Einweihung der restaurierten und erweiterten Anlage fand 1994 unter Beteiligung des damaligen Ministerpräsidenten von NRW, Johannes Rau, statt. Seitdem wird der Komplex als Kultur- und Veranstaltungszentrum bewirtschaftet.
1999 übertrug das ZDF erstmals eine Karnevalsveranstaltung aus dem Kaisersaal, ab 2001 übernahm das MDR Fernsehen die Übertragung.

## Restaurant
Das zum Kaisersaal gehörende Restaurant „Clara“ erhielt unter der Leitung von Maria Groß im November 2013 einen Michelin-Stern, der 2016 von Johannes Wallner und anschließend von Arne Linke bis 2020 verteidigt wurde. Im April 2023 wurde das Restaurant unter Christopher Weigel erneut mit einem Michelinstern ausgezeichnet.